# Bình đồ địa cầu
Trong thiên văn học, bình đồ địa cầu (tiếng Anh: planisphere ( /ˈpleɪ.nɪˌsfɪər, ˈplæn.ɪ-/ ,/ˈpleɪ.nɪˌsfɪər, ˈplæn.ɪ-/) là một công cụ tính toán cơ học để tính bản đồ sao. Công cụ này có dạng hai đĩa tròn xoay trên một trục chung, có thể điều chỉnh để hiện ra các ngôi sao nhìn thấy được trên bầu trời vào bất kỳ ngày giờ nào. Đây là một công cụ hỗ trợ việc học cách nhận biết các vì sao và các chòm sao. Tiền thân của bình đồ địa cầu hiện đại là thước trắc tinh (astrolabe), một công cụ có nguồn gốc từ thiên văn học Hy Lạp cổ đại. Thuật ngữ bình đồ địa cầu đối lập với hỗn thiên cầu, trong đó thiên cầu được thể hiện trên một khung ba chiều gồm nhiều vòng tròn.